# Contea di Santa Fe
La contea di Santa Fe, in inglese Santa Fe County, è una contea dello Stato del Nuovo Messico, negli Stati Uniti. La popolazione al censimento del 2000 era di 129 292 abitanti. Il capoluogo di contea è Santa Fe, anche capitale dello Stato.

## Geografia
La contea si trova al centro-nord dello Stato. Il lato nord-ovest è occupato dai Monti Sangre de Cristo. A sud delle montagne si trova la mesa Glorieta, una zona pianeggiante e collinare, punteggiata da mesa e montagne isolate. Il fiume principale è il Rio Grande. Tra le aree nazionali protette, la contea è attraversata dal Camino Real de Tierro Adentro.
Nella contea si trovano diverse riserve: Nambe Pueblo, Pojoaque Pueblo, San Ildefonso Pueblo, Santa Clara Pueblo e Tesuque Pueblo.

### Contee confinanti
- Contea di Rio Arriba - nord
- Contea di Mora - nord-est
- Contea di San Miguel - est
- Contea di Torrance - sud
- Contea di Bernalillo - sud-ovest
- Contea di Sandoval ovest
- Contea di Los Alamos - nord-ovest

## Storia
I pueblo si costruiscono nella regione almeno dall'inizio del XIV secolo. Gli spagnoli cominciarono a colonizzare Santa Fe nel 1610 e i Pueblo si ribellarono al loro dominio. La contea fu creata dal Messico nel 1844 e nel 1852 fu istituita dagli Stati Uniti nel Territorio del Nuovo Messico.

## Comuni

### Cities
- Española
- Santa Fe (capoluogo)

### Town
- Edgewood

### Census-designated places
| - Agua Fria - Arroyo Hondo - Barton (part) - Cañada de los Alamos - Cañoncito - Cedar Grove - Chimayo (part) - Chupadero - Conejo - Cuartelez - Cundiyo - Cuyamungue - Cuyamungue Grant | - El Rancho - El Valle de Arroyo Seco - Eldorado at Santa Fe - Encantado - Galisteo - Glorieta - Golden - Hyde Park - Jacona - Jaconita - La Bajada - La Cienega - La Cueva | - La Puebla - La Tierra - Lamy - Las Campanas - Los Cerrillos - Madrid - Nambe - Peak Place - Pojoaque - Rio Chiquito - Rio en Medio - San Ildefonso Pueblo - San Pedro | - Stanley - Sunlit Hills - Tano Road - Tesuque - Tesuque Pueblo - Thunder Mountain - Tres Arroyos - Valencia - Valle Vista - Santa Cruz - Santa Fe Foothills - Seton Village - Sombrillo |